# Pentti Niinivuori
Pentti Niinivuori (* 27. August 1931 in Forssa; † 5. Juli 1988 ebenda) war ein finnischer Boxer. Er gewann bei der Europameisterschaft der Amateure 1953 in Warschau eine Bronzemedaille im Leichtgewicht.

## Werdegang
Pentti Niinivuori gehörte dem Sportclub Forssan Alkan an und begann als Jugendlicher mit dem Boxen. Im Jahre 1950 startete er als Fliegengewichtler erstmals bei einer finnischen Meisterschaft der Senioren und verlor dabei das Finale gegen den späteren Olympiasieger Pentti Hämäläinen nach Punkten. Finnischer Meister wurde er dann in den Jahren 1953, 1954 und 1955 im Leichtgewicht und 1959 im Weltergewicht.
1952 durfte er als Federgewichtler bei den Olympischen Spielen in Helsinki an den Start gehen, obwohl er bei der finnischen Meisterschaft dieses Jahres nur den 3. Platz belegt hatte. In Helsinki verlor er aber gleich seinen ersten Kampf gegen Sergio Caprari aus Italien und schied frühzeitig aus. 
Bei der Europameisterschaft 1953 in Warschau war er erfolgreicher. Er kämpfte sich dort im Leichtgewicht bis in das Halbfinale, in dem er gegen István Juhász aus Ungarn nach Punkten unterlag. Er gewann aber mit dem Erreichen des Halbfinales eine Bronzemedaille. 1953 startete Pentti Niinivuori für Europa in zwei Vergleichskämpfen gegen die Vereinigten Staaten in Chicago und St. Louis und besiegte dabei im Leichtgewicht die US-Amerikaner Joe Catalano und Frank Borders jeweils nach Punkten. Im gleichen Jahr gewann er im Länderkampf gegen Polen in Helsinki auch über den polnischen Silbermedaillengewinner bei den Olympischen Spielen 1952 im Leichtgewicht Aleksy Antkiewicz nach Punkten.
Er war auch bei den Olympischen Spielen 1956 in Melbourne am Start. Er verlor dort aber im Federgewicht gegen Zygmunt Milewski aus Polen und schied wieder ohne eine Medaille gewonnen zu haben aus. Seinen letzten Start bei internationalen Meisterschaften absolvierte er bei der Europameisterschaft 1957 in Prag, wo er im Halbweltergewicht antrat. Er siegte dort über Alexander Miltsew aus Bulgarien, schied aber im Achtelfinale durch eine Punktniederlage gegen Dave Stone aus England aus.
1960 beendete Pentti Niinivuori seine Boxerlaufbahn. Die Qualifikation für die Olympischen Spiele 1960 in Rom hatte er nicht mehr geschafft. Er absolvierte in seiner Laufbahn als Amateur insgesamt 230 Kämpfe, von denen er 194 Kämpfe gewann. Profiboxer ist er nie geworden.

## Internationale Erfolge
- 1953, 3. Platz, Europameisterschaft in Warschau, Federgewicht, hinter Wladimir Jengibarjan, UdSSR u. István Juhász, Ungarn, gemeinsam mit Aleksy Antkiewicz, Polen

## Finnische Meisterschaften
- 1950, 2. Platz, Fliegengewicht, hinter Pentti Hämäläinen,
- 1951, 2. Platz, Federgewicht, hinter Pauli Dufva,
- 1952, 3. Platz, Federgewicht, hinter Taisto Tuominen u. Matti Kantto,
- 1953, 1. Platz, Leichtgewicht, vor Osmo Syrjänen,
- 1954, 1. Platz, Leichtgewicht, vor Bror Loman,
- 1955, 1. Platz, Leichtgewicht, vor Väinö Järvenpää,
- 1959, 1. Platz, Weltergewicht, vor Mauri Ruonala

## Länderkämpfe
- 1951 in Helsinki, Finnland gegen Polen, Fe, Punktsieger über Wawrzynie Bazarnik,
- 1952 in Montargis, Frankreich gegen Finnland, Le, Punktniederlage gegen Retail,
- 1952 in Helsinki, Finnland gegen Norwegen, Fe, Punktsieger über Egil Larsen,
- 1952 in Warschau, Polen gegen Finnland, Fe, Punktniederlage gegen Jozef Kruza,
- 1953 in Chicago, USA gegen Europa, Le, Punktsieger über Joe Catalano,
- 1953 in St.Louis, USA gegen Europa, Le, Punktsieger über Frank Borders,
- 1953 in Helsinki, Finnland gegen Polen, Le, Punktsieger über Aleksy Antkiewicz,
- 1954 in Kattowitz, Polen gegen Finnland, Le, Punktniederlage gegen Zygmunt Milewski,
- 1955 in Helsinki, Finnland gegen BRD, Le, Punktsieger über Harry Kurschat,
- 1956 in Rzeszów, Polen gegen Finnland, Le, Punktsieger über Zdzislaw Gosciniak,
- 1956 in Lublin, Polen gegen Finnland, Hw, Punktsieger über Mieczyslaw Kapturski